# Armadillo officinalis
Espèce
Armadillo officinalis est une espèce de cloportes de la famille des Armadillidae.